# Hail of Bullets
Gli Hail of Bullets sono stati un gruppo musicale death metal olandese fondato nel 2006 ad Amersfoort dal cantante Martin van Drunen, già voce di band quali Pestilence, Asphyx e Death by Dawn.

## Storia degli Hail of Bullets
Dopo l'abbandono del vocalist avvenuto nel 2015, sostituito temporaneamente con Dave Ingram (anch'egli ex Bolt Thrower), la band ha deciso di sciogliersi nel marzo del 2017.
I testi riguardano tematiche legate alla morte e alla guerra e, in particolare, si collegano frequentemente alla Seconda Guerra Mondiale.

## Formazione

### Ultima
- Paul Baayens – chitarra (2006-2017)
- Stephan Gebedi – chitarra (2006-2017)
- Theo van Eekelen – basso (2006-2017)
- Ed Warby – batteria (2006-2017)
- Dave Ingram – voce (2016-2017)

### Ex componenti
- Martin van Drunen – voce (2006-2015)

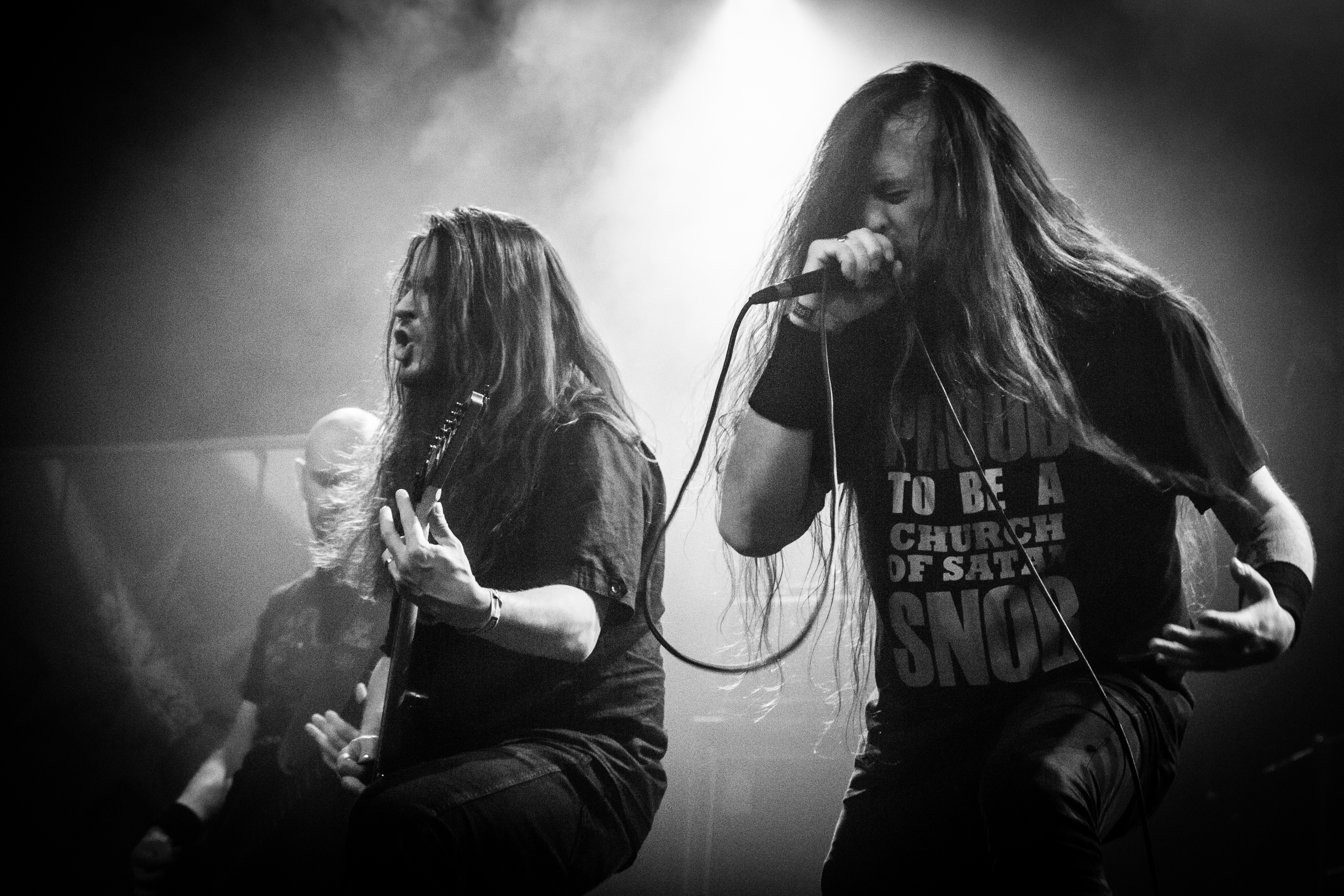
Gli Hail of Bullets all'Eindhoven Metal Meeting 2016, con Dave Ingram alla voce

## Discografia

### Album in studio
- 2008 - …Of Frost and War
- 2010 - On Divine Winds
- 2013 - III: The Rommel Chronicles

### EP
- 2009 - Warsaw Rising

### Demo
- 2007 - Hail of Bullets